# Josep Roman
Josep Roman (Barcelona, principi segle xx) fou un obrer tipògraf i dirigent anarcosindicalista. En representació de la Societat d'Estampació Tipogràfica va formar part de la Comissió de Propaganda del Consell Directiu de la Federació Local de Societats de Resistència o Solidaridad Obrera celebrada a Barcelona el 3 d'agost de 1907. Va participar també en el primer Congrés de la Confederació Regional de Societats de Resistència de Solidaridad Obrera el 8 de setembre de 1908. El 29 de desembre de 1908 va substituir Jaume Bisbe en la secretaria general de la Confederació Regional. Després dels esdeveniments de la Setmana Tràgica el 1909, fou desterrat de Barcelona fins al mes de novembre.